# Sjamozero
Sjamozero (rusky Сямозеро nebo Самозеро) je jezero na jihu Karelské republiky v Rusku. Má rozlohu 266 km² (s ostrovy 270 km²). Průměrně je hluboké 6,7 m a dosahuje maximální hloubky 24 m.

## Pobřeží
Pobřeží je členité. Na jezeře se nacházejí ostrovy o celkové rozloze 4 km².

## Vlastnosti vody
Zamrzá na konci října, v listopadu nebo na začátku prosince a rozmrzá na konci dubna nebo v květnu.

## Vodní režim
Rozsah kolísání úrovně hladiny je maximálně 1,3 m. Odtéká z něj řeka Sjaňga, přitéká Šuja. Jezero náleží k povodí Oněžského jezera.

## Využití
Rybný průmysl zpracovává marény, síhy a candáty. Na jezeře je také rozvinutá místní lodní doprava a splavování dřeva.

## Neštěstí
Patnáct dětí zahynulo, když bouře 18. června 2016 zastihla na jezeře skupinu výletníků. Čtyři lidé byli zatčeni kvůli podezření z porušení bezpečnostních předpisů, neboť události předcházela opakovaná varování před přicházející bouří a doporučení nevyjíždět na jezero.